# Krater Iljinec
Krater Iljinec – krater uderzeniowy znajdujący się w obwodzie winnickim Ukrainy.
Jego średnica wynosi 8,5 km, a wiek jest oceniany na 378 ± 5 mln lat (czyli pochodzi z górnego dewonu). Krater nie jest widoczny na powierzchni Ziemi.